# Leo Koep

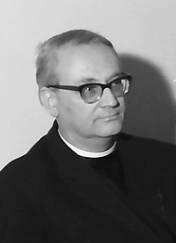
Leo Koep

Leo Koep (* 10. Oktober 1914 in Bonn; † 20. Juli 1964 in Freiburg im Breisgau) war ein  katholischer Kirchenhistoriker, Liturgiewissenschaftler und Pastoraltheologe.
Koep studierte von 1935 bis 1940 in Bonn katholische Theologie und wurde am 25. Juli 1940 in Köln zum Priester geweiht. Es folgten Seelsorgsarbeit und Kriegsdienst. Am 24. Februar 1947 promovierte er in Bonn zum Dr. theol., danach war er Kaplan in Köln. Von 1952 bis 1954 leitete er die Bibliothek des Klosters Ettal, 1955–1960 war er zunächst Generalsekretär, dann Direktor des Borromäusvereins. Am 25. Juli 1956 hatte er sich in der Katholisch-Theologischen Fakultät der Universität Bonn für Kirchengeschichte und Christliche Archäologie habilitiert. Um seine wissenschaftliche Laufbahn fortzusetzen, übernahm er Anfang 1961 eine Oberassistentenstelle in der Bonner Katholisch-Theologischen Fakultät, wurde am 7. Mai 1962 apl. Professor und am 10. April 1962 wurde er zum o. Professor für Pastoraltheologie mit Schwerpunkt Liturgiewissenschaft an der Universität Freiburg i. Br. ernannt.

## Werke (Auswahl)
- Das himmlische Buch in Antike und Christentum. Eine religionsgeschichtliche Untersuchung zur altchristlichen Bildersprache (= Theophaneia. Bd. 8). Hanstein, Bonn 1952.
- Die Konsekrationsmünzen Kaiser Konstantins und ihre religionspolitische Bedeutung. In: Jahrbuch für Antike und Christentum. Nr. 1, 1958, S. 94–104.
- Die kirchliche Büchereiarbeit im katholischen Deutschland. In: Zehn Jahre Büchereiarbeit im Bereich des Borromäusvereins (1948 bis 1957) (= Werkhefte zur Büchereiarbeit. Nr. 2). Verlag des Borromäusvereins, Bonn 1959, S. 19–50.
- Die Stellung des Erzbischofs von Köln in den Statuten des Borromäusvereins. In: Die Kirche und ihre Ämter und Stände, Festgabe Joseph Kard. Frings. J.P. Bachem Verlag, Köln 1960, S. 555–569.
- Antikes Kaisertum und Christusbekenntnis im Widerspruch. In: Jahrbuch für Antike und Christentum. Nr. 4, 1961, S. 58–76.
- »Religio« und »Ritus« als Problem des frühen Christentums. In: Jahrbuch für Antike und Christentum. Nr. 5, 1962, S. 43–59.
- Astrologia usque ad Evangelium concessa. Zu Tertullian, De Idololatria 9. In: Mullus, Festschrift Theodor Klauser (= Jahrbuch für Antike und Christentum. Ergänzungsband 1). Aschendorff Verlag, Münster 1964, S. 199–208.
- Die Liturgie der Sessiones Generales auf dem Konstanzer Konzil. In: August Franzen, Wolfgang Müller (Hrsg.), Das Konzil von Konstanz. Beiträge zu seiner Geschichte und Theologie. Freiburg 1964, S. 241–251.
- zusammen mit Alfons Vodermayer: Die katholischen Volksbüchereien in Deutschland. In: Johannes Langfeld (Hrsg.), Handbuch des Büchereiwesens, 2. Halbband. Wiesbaden 1965, S. 387–420.